# 德城郡
德城郡（：／ Tŏksŏng gun */?）是朝鮮民主主義人民共和國咸鏡南道的部一個郡，北鄰兩江道。北為赴戰嶺山脈，北青南大川經過。面積1,581.5平方公里，2008年人口97,617人。下分1邑、1勞動者區、23里。境内有出产磁铁矿的德城矿山:25。
1952年設郡。